# Johannistor (Gdańsk)
La Johannistor est l'une des portes de l'eau de l'ancienne Dantzig, l'actuelle cité polonaise de  Gdańsk, tout comme la grue médiévale, la Porte Verte, la Brotbänkentor, la Frauentor, la Häkertor, la Kuhtor et quelques portes de ville perdues. Elles sont toutes situées sur les rives de la rivière Motlawa.

## Histoire et description
La Johannistor est située au bout de la Johannisgasse. Elle a été construite à la fin du XIVe siècle et a été reconstruite au XIXe siècle, avec une façade classique. Elle a été détruite pendant la Seconde Guerre mondiale et reconstruite en 1976-1979.
La Johannistor abrite le siège du département de Gdańsk de l'Association polonaise des ingénieurs civils et des techniciens du bâtiment. Le premier navire marchand polonais "Sołdek" construit après 1945 est ancré juste en face.

## Liens web
54.351518.657769444444Koordinaten: 54° 21′ 5,4″ N, 18° 39′ 28″ O